# Schlattein (Fluss)
Die Schlattein ist ein linker Nebenfluss der Waldnaab im Landkreis Neustadt an der Waldnaab. Der Name leitet sich vom slawischen Wort *Slatina „Sumpfgegend“ ab.

## Geographie

### Verlauf
Die Schlattein entspringt östlich der gleichnamigen Ortschaft am Südwesthang des 604 m hohen Tannenbühl in der Gemeinde Floß.
Sie fließt 240 m nach Westen den Hang hinab.
Dann wendet sie sich nach Nordwesten und fließt im flachen Bogen auf der Nordostseite um die Ortschaft Schlattein herum.
Sie nimmt von rechts zwei unbenannte Bäche auf, die von den Westhängen des Tannenbühl und des Kohlbühl herabströmen.
Nordwestlich von Schlattein fließt ihr von links ein weiterer unbenannter Bach vom Nordosthang des Hasenbühl zu.
800 m nordwestlich von Schlattein wechselt sie von der Gemeinde Floß in die Gemeinde Plößberg.
Die Schlattein unterquert die Staatsstraße 2172 und fließt am Südwestrand der Ortschaft Wildenau entlang.
In Wildenau, 3,38 km nach ihrer Quelle, nimmt die Schlattein von rechts den Ödbach auf.⊙
Nun schwenkt sie nach Westen und passiert 1 km westlich von Wildenau die Einöde Waffenhammer.
570 m westlich von Waffenhammer wechselt die Schlattein von der Gemeinde Plößberg in die Gemeinde Püchersreuth.
150 m westlich der Gemeindegrenze, 1,83 km nach der Mündung des Ödbaches, mündet der Beidlbach von rechts in die Schlattein.⊙
Nun wendet sich die Schlattein nach Südwesten und fließt durch ein enges Durchbruchstal zwischen dem 480 m hohen Plattenberg im Nordwesten und der 493 m hohen Höhe im Südosten.
Dabei passiert sie die Ortschaft Auerberg auf deren westlicher Seite.
Am Ausgang des Durchbruchstales nimmt die Schlattein von rechts einen aus dem Großen Plattenweiher herabströmenden Bach auf.
Nach weiteren 450 m, 1,84 km nach der Mündung des Beidlbaches, mündet der Auerbach von links in die Schlattein.⊙
Vorbei an Rotzenmühle und Stöberlhof fließt die Schlattein stark mäandrierend in südwestlicher Richtung.
2,8 km nach der Mündung des Auerbaches mündet der Ilsenbach von links in die Schlattein.⊙
Nun schwenkt die Schlattein nach Westen und mündet nach weiteren 1,66 km bei den Wöllershofer Teichen in die Waldnaab.
Von der Mündung des Ilsenbaches in die Schlattein bis zur Mündung der Schlattein in die Waldnaab verläuft die Schlattein auf der Grenze zwischen der Gemeinde Püchersreuth und der Gemeinde Störnstein.

### Zuflüsse
Hierarchische Liste der Zuflüsse, jeweils von der Quelle zur Mündung. Auswahl.
- Lohbach, von rechts vor Plößberg-Wildenau
- Ödbach, von rechts durch Wildenau
  - Todtenbach, linker Oberlauf bis südlich von Plößberg-Schönkirch
    - Stempelwiesbach (!), von rechts nahe Plößberg-Dreihof und -Prommenhof
    - Stempelwiesbach (!), von links aus dem Holz westsüdwestlich von Plößberg

  - Pointbach, von rechts südsüdwestlich von Schönkirch
- Beidlbach, von rechts nahe Püchersreuth-Auerberg
  - Pinbach, von links nach Plößberg-Beidl
  - Irlgraben, von links nach Plößberg-Beidlmühle
  - Rohrbach, von rechts kurz vor der Mündung des Beidlbachs
    - Weiherlohbach, von rechts gegenüber dem Geißelholz
- (Abfluss des Großen Plattenweihers), von rechts zwischen Auerberg und Püchersreuth-Rotzendorf
- Auerbach, von links östlich von Rotzendorf
- Ilsenbach, von links zwischen Püchersreuth-Stüberlhof und der Schlattein-Mündung